# Sarcocornia perennis
Sarcocornia perennis là loài thực vật có hoa thuộc họ Dền. Loài này được (Mill.) A.J.Scott miêu tả khoa học đầu tiên năm 1977.